# Olenellus
Olenellus är ett släkte trilobiter kännetecknande för äldre Kambrium cirka 540-560 miljoner år 
Släktet förekommer såväl i Europa som Nordamerika. I Skandinavien förekommer undersläktet Holmia, bland annat i Norge vid Mjøsa och i Skåne vid Andrarum.
De var vanligen 5-15 centemeter långa med ett litet stjärtparti, ett flertal segment i mellankroppe och stort huvud med stora ögon.

## Noter

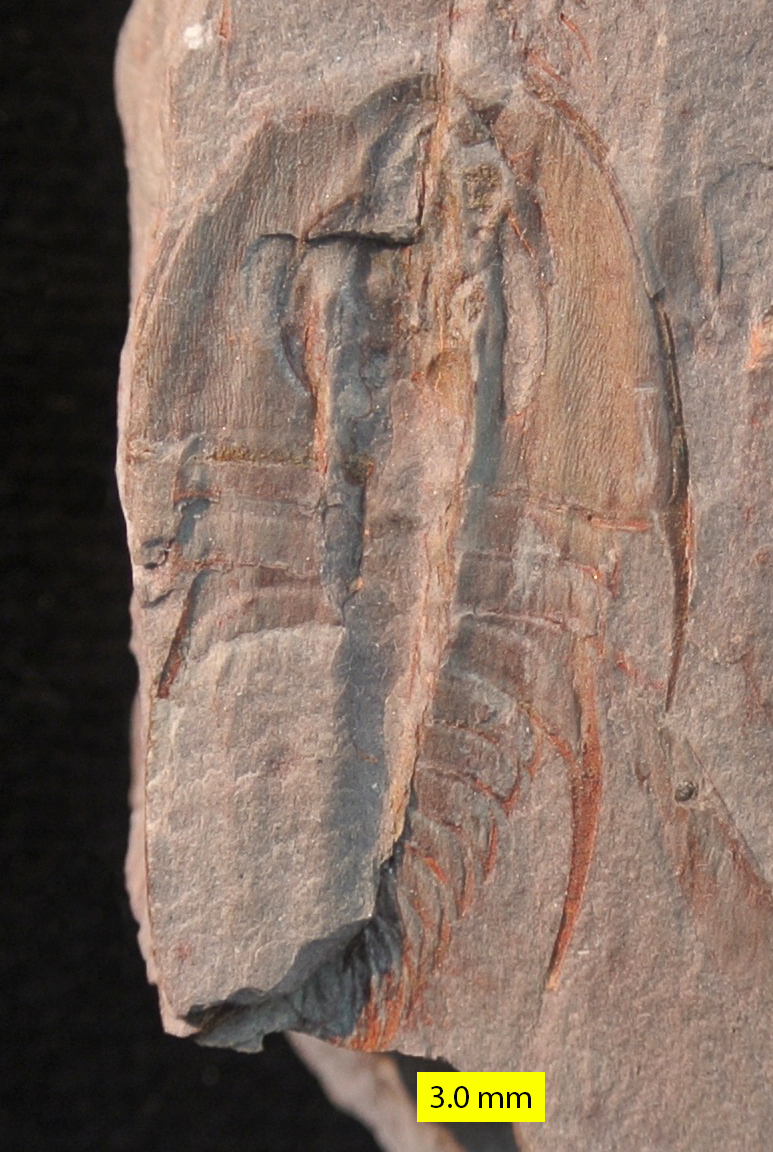
Olenellus terminatus